# Quốc gia

Bản đồ các quốc gia trên thế giới, kèm theo đó là quốc kì của các quốc gia trên lãnh thổ của mỗi nước

Quốc gia là một khái niệm không gian, văn minh, xã hội và chính trị; trừu tượng về tinh thần, tình cảm và pháp lý, để chỉ về một lãnh thổ có chủ quyền, một chính quyền và những con người của các dân tộc có trên lãnh thổ đó; họ gắn bó với nhau bằng luật pháp, quyền lợi, văn hóa, tôn giáo, ngôn ngữ, chữ viết qua quá trình lịch sử lập quốc, và những con người chấp nhận nền văn hóa cũng như lịch sử lập quốc đó cùng chịu sự chi phối của chính quyền, và, họ cùng nhau chia sẻ quá khứ cũng như hiện tại và cùng nhau xây dựng một tương lai chung trên vùng lãnh thổ có chủ quyền. Theo nghĩa thông thường, "quốc gia" được hiểu là một quốc gia có chủ quyền. Tuy nhiên nó cũng có thể là một lãnh thổ phụ thuộc hoặc một quốc gia cấu thành nên một quốc gia có chủ quyền, ví dụ như Scotland trong Anh Quốc. 
Quốc gia cũng có khi được dùng để chỉ một nước hay đất nước, như "Nước Việt Nam là một quốc gia ở vùng Đông Nam Á". Hai khái niệm này, mặc dù vẫn thường được dùng thay cho nhau, nhưng có sắc thái khác nhau.
Tính từ "quốc gia" là dùng để chỉ mức độ quan trọng tầm cỡ quốc gia và/hoặc được chính phủ bảo trợ như "Thư viện quốc gia, Trung tâm lưu trữ quốc gia, Hội đồng quốc gia biên soạn từ điển..."
Về phương diện công pháp quốc tế thì một chủ thể được xem là quốc gia khi có đầy đủ các yếu tố sau: lãnh thổ, dân cư và có chính quyền. Quốc gia là chủ thể quan trọng của quan hệ pháp luật quốc tế.
Hiện nay thì thế giới có 195 quốc gia thuộc Liên Hiệp Quốc, bao gồm 193 quốc gia thành viên và 2 quan sát viên là Thành quốc Vatican và Palestine.
Các quốc gia này được chia thành các khu vực khác nhau trên thế giới:
- Châu Phi: 54 quốc gia

- Châu Á: 48 quốc gia

- Châu Âu: 44 quốc gia

- Châu Mỹ Latinh và Caribe: 33 quốc gia

- Châu Đại Dương: 14 quốc gia

- Bắc Mỹ: 2 quốc gia